# Lisbon Open
Il Lisbon Open è stato un torneo di tennis facente parte del Grand Prix giocato nel 1983 a  Lisbona in Portogallo su campi in terra rossa.

## Albo d'oro

### Singolare
| Anno | Vincitore     | Finalista    | Punteggio     |
| ---- | ------------- | ------------ | ------------- |
| 1983 | Mats Wilander | Yannick Noah | 2–6, 7–6, 6–4 |

### Doppio
| Anno | Vincitori                   | Finalisti                 | Punteggio |
| ---- | --------------------------- | ------------------------- | --------- |
| 1983 | Carlos Kirmayr Cássio Motta | Pavel Složil Ferdi Taygan | 7–5, 6–4  |